# Future-Drama
«Future-Drama» (рус. Футу-драма) — пятнадцатый эпизод шестнадцатого сезона мультсериала «Симпсоны». Премьерный показ состоялся 17 апреля 2005 года на канале FOX.

## Сюжет
В результате потасовки Барт и Лиза случайно падают в подвал профессора Фринка, который их ждал, так как изобрёл (на основе астрологии) аппарат, показывающий будущее. Не слушая возражений детей, он начинает показывать их будущее…
Восемь лет спустя. Мардж разведена с Гомером и встречается с Клоуном Красти. Лиза с отличием окончила школу на два года раньше, одновременно с Бартом. Их парами оказываются Милхаус (обладатель великолепной мускулатуры) у Лизы и Дженда у Барта. Все четверо отправляются на выпускной вечер. После бала Барт с Джендой отправляются в романтическую поездку: посмотреть с холма на ночной Спрингфилд, где Барт делает девушке предложение, но та отвергает его, узнав малоперспективные планы юноши на будущее. Барт приходит «поплакаться» к отцу, который теперь живёт в подводном доме, и тот, решив утешить сына, едет с ним развлекаться в бар Мо. Впрочем, облегчения это Барту не приносит.
На следующий день Лиза подбадривает брата: она тоже рассталась с Милхаусом, и советует Барту устроиться на работу, чтобы вернуть уважение Дженды. Тот так и поступает: теперь он уборщик в магазине «На скорую руку». Хозяин магазина, Апу, посылает его отнести продуктовый заказ в дом Бёрнса, и там Барт спасает миллионера от вооружённого ограбления, нейтрализовав Зме́я. В благодарность Бёрнс отправляет Барта в Гарвардский университет вместо заслужившей это отличной учёбой Лизы. Это вызывает, естественно, дикую ярость девушки: дальше она будет учиться в «Академии хот-догов на палочке».
Отмечание окончания школы продолжается в подводном доме Гомера, где Нельсон бросает Шерри и Терри, родивших ему по двойне, а Барт обнадёживает Милхауса, что Лиза ещё вернётся к нему.
Чуть позже Барт прогуливается с Джендой по вечернему Спрингфилду и замечает полуразвалившийся дом профессора Фринка (сам он давно повесился в своём подвале). Подростки забираются в тот самый подвал, где стоит аппарат. Хоть девушке это и не нравится, Барт запускает машину, которая показывает ему ещё более далёкое будущее: пожилая Лиза замужем за Милхаусом, от былых мышц которого не осталось и следа, так как он «продал весь свой костный мозг, чтобы заплатить за свет». Барт клянётся, что не допустит этого, и, бросив Дженду, отправляется «спасать» сестру, которая уже почти помирилась с Милхаусом. Барт возвращает Лизе место в Гарварде.
Мардж возвращается к Гомеру.

## Культурные отсылки и факты
- Премьеру эпизода посмотрели 8 300 000 зрителей[2].
- Название эпизода пародирует название мультсериала «Футурама», также в серии появляется робот Бендер из этого мультфильма[3]. В эпизоде Simpsorama Бендер прилетит из будущего, чтобы убить Гомера.
- Работа аппарата профессора Фринка начинается заставкой «Матрицы».
- Открытка, показывающая жаркий пляж на Аляске — аллюзия на глобальное потепление.
- Возвращаясь к работе со своим аппаратом, Фринк говорит: «Ну, а теперь назад в будущее».
- Гомер с Бартом проезжают сквозь Квантовый тоннель.
- Супер-пёс Ленни — это Супер-пёс Крипто[англ.][4]
- В эпизоде исполняются песни[5][6][7][8]:
  - «Take on Me» группы «a-ha»
  - англ. Bizarre Love Triangle группы «New Order»
  - «Incense and Peppermints» группы англ. Strawberry Alarm Clock
  - «True» группы «Spandau Ballet»
  - «Sea of Love» Фила Филлипса
- К 2013 году:
  - доллары стали называться «рейганами»
  - у США появился 51-й штат: Саудовская Израилия
  - полицейские Спрингфилда носят бронированную униформу, напоминая Робокопа
  - уголь стал самым ценным веществом на Земле, ценнее алмазов
- Аппарат Фринка позволяет посмотреть следующие эпизоды будущего, кроме «Барт и Лиза — тинейджеры»:
  - Захват Земли Кэнгом и Кодосом
  - Вице-президент Клетус
  - Мо получает электронное письмо
  - Месть Фландерса
  - Мэгги тормозят «под мухой»
  - Супер-пёс Ленни
- Для того, чтобы покинуть подводный дом Гомера, требуется провести три часа в 
декомпрессионной камере, но Нельсон сбегает оттуда мгновенно.